# Aporhina
Aporhina é um género de besouro pertencente à família Brentidae.
As espécies deste género podem ser encontradas no leste da Malásia e na Austrália.

## Espécies
Espécies (lista incompleta):
- Aporhina alboguttata Oberprieler, 2004
- Aporhina aruensis Oberprieler, 2004
- Aporhina aspericollis Oberprieler, 2004